# Berlinda
|                        |           |
| País                   | Prússia   |
| Data de criação        | séc. XVII |
| Carruagens semelhantes | não tem   |

A Berlinda (do alemão e francês "berline") é uma carruagem leve e rápida de quatro rodas e vidraças nas laterais, concebida por volta da década de 1670 para Frederico Guilherme I, eleitor de Brandemburgo. A carruagem ficou com o nome da capital de Brandemburgo, actualmente capital da  Alemanha, Berlim.
A berlinda é também um oratório envidraçado onde coloca-se a imagem/estátua dos santos. Em 1377 o rei Dom Fernando (1367-1383) fundou o Santuário de Nossa Senhora da Nazaré para guardar a imagem da Virgem Maria, onde anualmente os portugueses reúnem-se para reverencia-la na principal romaria, o Círio da Prata Grande, onde a imagem da Virgem Maria é transportado em uma berlinda.

## Em Portugal
Existem quatro berlindas no Museu Nacional dos Coches em Portugal:
- Duas Berlindas de Dona Maria I, séc. XVIII

- Berlinda da Casa Real, séc. XVIII

- Berlinda Processional, séc. XVIII

### Uso na romaria
Em 1377 o rei D. Fernando (1367-1383) fundou um templo maior, o Santuário de Nossa Senhora da Nazaré, para onde transferiu a imagem de Maria de Nazaré. Desde então, anualmente no mês de setembro, os portugueses reúnem-se no Sítio da Nazaré, para reverenciar Nossa Senhora da Nazaré. A principal romaria, o Círio da Prata Grande, inicia no Conselho de Mafra e transporta, em uma berlinda, uma outra imagem, onde a Virgem Maria está em pé — semelhante a venerada no Círio brasileiro.

## No Brasil
Existem algumas berlindas no Museu Histórico Nacional no Brasil em exposições permanentes.
DO MÓVEL AO AUTOMÓVEL : Transitando pela História
"O Brasil só conheceu a berlinda a partir da segunda metade do século XVIII, mas apenas o vice-rei, os funcionários mais graduados da Justiça e da Fazenda e um ou outro proprietário rural abastado podiam dar-se ao luxo de adquirir e manter veículo tão dispendioso e de circulação tão restrita, devido ao tipo das ruas, estreitas e de calçamento irregular."